# St Nicholas of Myra (Ozleworth)

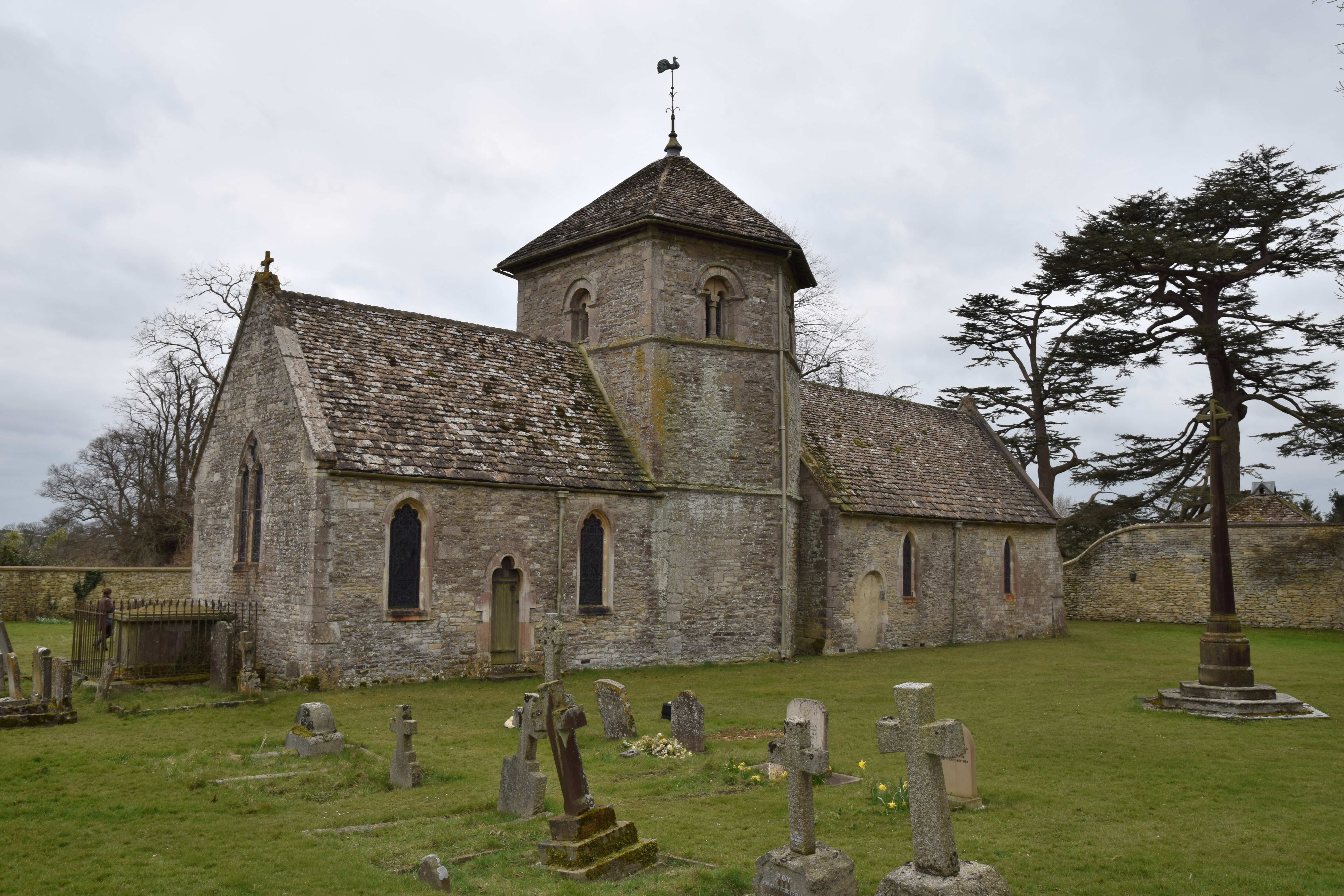
St Nicholas of Myra in Ozleworth mit dem hexagonalen Turm

Die kleine Kirche von St Nicholas of Myra (deutsch: Nikolaus von Myra) mit ihrem markanten hexagonalen Kirchturm steht 30 km südlich von Gloucester in dem Dorf Ozleworth in einem Tal der Grafschaft Gloucestershire in England. Seine Gemeinde bestand nie aus mehr als 150 Personen. Die Kirche ist seit 1954 als Kulturdenkmal der Kategorie Grade II* eingestuft.
Das kleine Gebäude ist architektonisch eines der faszinierenden des Landes. Die Kirche steht inmitten eines großen runden Friedhofs, was in der Regel ein Zeichen für ein hohes Alter ist. Es wird vermutet, dass die runde Einfriedung aus keltischer Zeit stammt, von den Römern und später von Christen übernommen wurde.
Es ist möglich, dass die heutige Kirche Nachfolgerin einer hölzernen sächsischen Kirche ist, die um 940 n. Chr. urkundlich erwähnt wird. Das ursprüngliche normannische Gebäude wurde von Roger De Berkeley III. (geb. 1094) im frühen 12. Jahrhundert erbaut. Es bestand aus dem heutigen Chor und dem unregelmäßig hexagonalen Turm, der neben dem der St Lawrence’s Church in Swindon Village der einzige seiner Art in England ist. Das 1220 hinzugefügte Kirchenschiff brachte fast eine Verdoppelung der Kirchengröße. Der aufwendig dekorierte Turmbogen wurde zur selben Zeit eingefügt. Die Treppe zur Galerie, auf der Nordseite des Chores wurde in die Wand eingebaut und schwächt die Mauerstruktur an der Stelle. Der Innenraum birgt eine schöne Inschrift aus dem 13. Jahrhundert.